# Віктор з Аверона
Віктор з Аверона (фр. Victor de l'Aveyron) — дика дитина, яка народилася у 1788 році у Франції. Знайдений у віці приблизно дванадцяти років. Після його виявлення він переходив від одних людей до інших і тікав від цивілізації близько восьми разів. Врешті-решт його передали молодому лікарю Жану Марку Гаспару Ітару, який вивчав хлопчика протягом п'яти років і дав йому ім'я Віктор. Ітар був зацікавлений у визначенні того, чому Віктор може навчитися. Він розробив процедури, щоб навчити хлопчика словам і записував його прогрес.
Віктор з Аверона був ретроспективно діагностований як дитина-аутист, яка, ймовірно, була покинута своєю сім'єю.

## Виявлення
Невідомо, коли і як він прийшов жити в ліс біля Сен-Сернен-сюр-Ранс в департаменті Аверон, хоча, за свідченнями, був там помічений близько 1794 року. У 1797 році дитину 9-10 років бачили на території департаменту Тарн, але тільки два роки по тому його зловили чоловіки з собаками і відвели в селище Лакон, де віддали під опіку вдові. Дитина харчувалася тільки сирими овочами або тим, що сама собі приготувала.
Хлопчик втік через тиждень. Взимку 1799 роки дитина перейшла з департаменту Тарн в сусідній департамент Аверон. 6 або 8 січня 1800 року голого, згорбленого, кудлатого хлопчика вистежили три мисливця. Він втік від них, вийшов з лісу і знайшов притулок в будинку фарбаря Відаля (фр. Vidal) в Сен-Сернен-сюр-Ранс. Він не розмовляв і безладно жестикулював. Через три дні його відправили до притулку в Сент-Аффрик, а 4 лютого — в Родез.

## Дослідження
З притулку Віктора забрав абат і професор біології П'єр Жозеф Боннатерре. Він провів огляд хлопчика: було зрозуміло, що Віктор не є глухим. Боннатерре зняв з нього одяг і вивів на вулицю в сніг, де анітрохи не засмучений Віктор почав гратися в оголеному вигляді, показуючи Боннатерре, що він явно звик до відсутності одягу і до холоду. Урядовий комісар, Констан-Сен-Астеба (фр. Constans-Saint-Esteve), також оглянув хлопчика і зазначив «щось незвичайне в його поведінці, що робить його дуже близьким до стану диких тварин.»
Про нього робили всілякі гіпотези, навіть найбезглуздіші. Зокрема, залишалося незрозуміло: чи була його розумова відсталість викликана ізоляцією або ж була вродженою.
З метою вивчення дикої дитини міністр Люсьєн Бонапарт зажадав його передачі в Париж. Отже 6 серпня 1800 року він був доставлений в «Національний інститут глухонімих» (rds-muets}}) в Парижі, яким на той час керував абат Рош Амбруаз Кюкюрон Сікар, засновник «Товариства вивчення людини» (фр. Société des observateurs de l'homme) і видатний авторитет в галузі освіти глухих. Сікар і інші члени товариства вважали, що вивчаючи і разом з цим виховуючи хлопчика, вони отримали б докази, необхідні для популяризації недавно сформульованої емпіричної теорії пізнання.

## Освіта
Хоча Віктор піддавався впливу суспільства і освіти, він домігся невеликого прогресу в інституті під керівництвом Сікара. Багато людей сумнівалися у його здатності вчитися. Більше ніхто не вірив в можливість соціалізації Віктора. Психіатр Філіп Пінель зробив доповідь про Віктора, в якому дав свій висновок про нього як про психічно хворого з народження. Після того, як Сікар розчарувався у відсутності прогресу у хлопчика, Віктора забрав до себе додому Жан Ітар.

## Жан Марк Гаспар Ітар

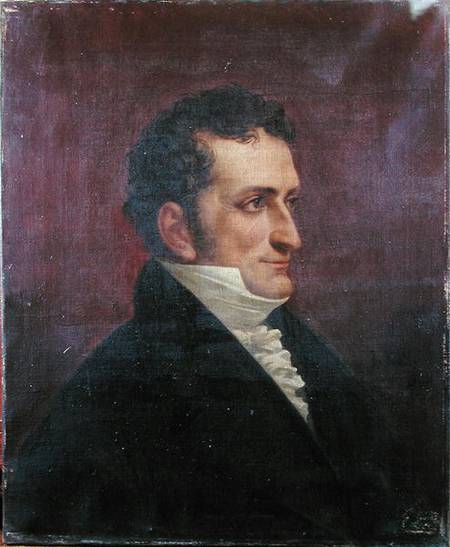
Жан Марк Гаспар Ітар

У 1801 році Жан Марк Гаспар Ітар, молодий студент-медик, поселив Віктора у свій заміський будинок, щоб займатися його вихованням і складати звіти про його прогрес. Він опублікував статтю в тому ж році і звіт в 1806 році про свою роботу з Віктором з Аверона.
Ітар вважав, що дві речі відрізняють людей від тварин: емпатія і мова. Він хотів цивілізувати Віктора з метою навчити його говорити і висловлювати людські емоції. Віктор показав значний прогрес на ранньому етапі в розумінні мови і читанні простих слів, але не зміг просунутися далі елементарного рівня.
Помітивши, що хлопчик може вимовляти тільки букву O, Ітар дав йому ім'я Віктор. Віктор взагалі міг вимовляти лише дві фрази: lait (молоко) і Oh, Dieu (О, Боже).

Після п'яти років, протягом яких Ітар займався соціальною реабілітацією цієї дитини, він домігся деякого поступового прогресу. Віктор розумів сенс дій і використовував те, що письменник двадцятого століття Роджер Шаттак називає «мовою дії», яку Ітар розглядав як свого роду примітивну форму спілкування.
Однак, Ітар так і не зміг змусити Віктора говорити, що він вважав своїм особистим провалом. Він задавався питанням, чому Віктор вирішив мовчати, якщо було очевидно, що він не глухий. Також Віктор не розумів інтонації голосу. ІТАР заявив: «Віктор був ментальним і психологічним еквівалентом когось народженого глухонімим. Було безглуздо намагатися навчити його говорити нормальним способом повторення звуків, якщо він насправді не чув їх».
У 1811 році Віктор був переданий мадам Герен, яка мешкала у Парижі, та отримувала щорічне утримання в 500 франків і опікувала його протягом 17 років до його смерті в 1828 році. Його тіло було кинуто в загальну могилу без проведення розтину.

## Дослідження походження Віктора
Віктора помічали багато разів протягом декількох років на околиці селищ в досить певному районі, на кордоні департаментів Тарн та Аверон. Ходили різні чутки про походження хлопчика. Наприклад, один з них стверджував, що хлопчик був незаконнонародженим сином нотаріуса, залишеним в молодому віці через його німоту.
Дослідження його походження було розпочато Сержем Арола (фр. Serge Aroles) [N 1] на початку 1990-х років у співпраці з Тьєррі Жінестом (фр. Thierry Gineste). Обидва французьких лікарі (один — хірург, інший — психіатр) досліджували майже всі неопублікованих архіви, пов'язані з дикою дівчинкою Марі-Анжелік ле Блан (Серж Арола) і Віктором з Аверона (Тьєррі Жінест). Вони зійшлися на тому, що не вміючи плавати, Віктор не міг би прийти здалеку: він був не здатний перебратися через річки і струмки, на відміну від маленької індіанки Марі-Анжелік ле Блан, яка прекрасно плавала і ніколи не була затримана якою-небудь перешкодою під час свого десятиліття виживання в дикій природі (1721—1731).
Сприяти цьому дослідженню повинно було б те, що Віктор народився в період парафіяльних реєстрів, які вели кюре і що записи цього часу достатньо повні, продубльовані зборами обласних канцелярій. Священики невеликих селищ були дуже допитливими: стежили за тим, щоб жодне народження не пройшло повз їх реєстрації та іноді залишали довгі з'ясування з приводу дітей, народжених поза шлюбом, а також численні другорядні замітки з місцевого життя: різні події, погода, урожай тощо. Таким чином, Серж Арола вибрав кілька сотень хрещень хлопчиків, які мали місце до 1793 року в цьому районі. Однак йому довелося відмовитися від пошуків.

## У культурі
Життя Віктора було описано в ряді творів:
- англійська актриса та письменниця Мері Робінсон (1758–1800) написала поему «Дикун з Аверона», засновану на історії Віктора. Опублікована посмертно в 1801 році;
- французький режисер Франсуа Трюффо у 1970 році зняв фільм «Дика дитина» (фр. L'Enfant sauvage) у виконанні Жан-П'єра Карголя. Цей фільм надихнув французький метал-гурт Gojira на альбом L'Enfant Sauvage 2012 року;
- американська поетеса Адрієнн Річ присвятила Віктору вірш «Медитації для дикої дитини» (англ. Meditations for a Savage Child), опублікований у її збірці « Пірнання в затонулий корабель» 1973 року (англ. Diving into the Wreck);
- епізод четвертого сезону телесеріалу «У пошуках...» під назвою «Дикі діти» 1980 року;
- роман англійської поетеси Джилл Доусон під назвою «Дикий хлопчик» 2003 року;
- назва збірки 2010 року «Дика дитина та інші історії» (англ. Wild Child and Other Stories) Т. К. Бойла;
- роман Мордікая Герштейна «Віктор»: роман, заснований на житті Дикуна з Аверона;
- публіцистична дитяча книга Мері Лозуре «Дикий хлопчик: Справжнє життя Дикуна з Аверона» (Wild Boy: The Real Life of the Savage of Aveyron).
- «Слово планети» Стівена Фрая: опис того, чи розвивається мова в соціальному контексті.